# Blue Bird K3
Il Blue Bird K3 è un idroplano da record. Pilotato da Malcolm Campbell, tra il 1937 e il 1938 stabilì per tre volte di seguito il record assoluto di velocità sull'acqua.

## Progettazione e costruzione
Nel 1935, stabilito il nono ed ultimo record di velocità su terra, e diventato il primo uomo a superare le 300 mph, Malcolm Campbell decise di dedicarsi al record di velocità sull'acqua, in quel momento dominato dallo statunitense Gar Wood, che col suo Miss America X era diventato il primo uomo a superare i 200 km/h su acqua. Campbell commissionò a Fred Cooper, della Sanders-Roe, un piccolo idroplano motorizzato con un Rolls-Royce R. Nella fase di progetto fu consultato anche Reid Railton, che aveva lavorato alla progettazione delle ultime automobili da record di Campbell.
Lo stesso tipo di motore era stato impiegato da altre due imbarcazioni da record, il Miss England II di Henry Segrave e il Miss England III di Kaye Don. Dei tre motori impiegati nel progetto, uno proveniva da un'automobile da record dello stesso Campbell. Al contrario del plurimotore Miss America X, il Blue Bird K3 fu progettato per essere il più compatto possibile. Era infatti lungo soli 7 m, contro i quasi 12 m del Miss America X. Da progetto sarebbe stato in grado di raggiungere le 130 mph.
I motoscafi da record di costruzione britannica erano caratterizzati dalla posizione dei loro motori, installati sempre più a poppa possibile. Gar Wood era contrario a questa soluzione, e all'epoca lo fece notare a Segrave. Sul Blue Bird K3 tale soluzione fu ancora estremizzata, la stretta carlinga centrale sovrastava lo specchio di poppa. Questa distribuzione di peso così arretrata, favorevole sulla carte, portava ad un comportamento particolare in fase di partenza e alle basse velocità, con l'idroplano che sembrava affondare a poppa.

## Il nome

Il simbolo del Lloyd's unlimited rating del K3

Come tutti i veicoli, sia da record che da competizione, impiegati da Campbell, l'idroplano adottava il nome Blue Bird. Il nome derivava dall'opera teatrale L'uccellino azzurro, nel Regno Unito rappresentata col titolo The Blue bird, a cui Campbell assistette nel 1912 e dal quale fu molto impressionato.
La sigla K3 derivava invece dal Lloyd's unlimited rating, sistema di numerazione applicato alle imbarcazioni britanniche che tentavano la conquista del record di velocità. Le imbarcazioni così numerate riportavano sulla prua un cerchio, diviso a metà da una linea. Nella parte superiore era disegnato il simbolo dell'infinito, {\displaystyle \infty }, in quella inferiore era presente la lettera "K" seguita da un numero progressivo.

## Primi tentativi
I primi tentativi furono effettuati a Loch Lomond, in Scozia. Nel giugno 1937, durante il primo tentativo, raggiunte le 70 mph (112,63 km/h) l'imbarcazione iniziò a slittare letteralmente sull'acqua. Durante la seconda corsa Campbell venne invece sbalzato fuori dal Blue Bird K3, che si ribaltò; Campbell attribuì il problema al cavo di trasmissione troppo lento, al timone troppo piccolo e al fatto che la superficie del lago fosse agitata. Un fattore che non prese in considerazione fu l'eccessiva leggerezza dell'imbarcazione, problema sollevato da Wood, che aveva definito il Blue Bird K3 una "barchetta di carta", e che sosteneva che la barca britannica poteva andare bene sul dritto, ma alla prima svolta veloce si sarebbe ribaltata.
Nelle prove successive, problemi di surriscaldamento e le condizioni instabili della superficie del lago impedirono il superamento delle 90 mph.

## I record
Il meccanico di Campbell, Leo Villa, era di origini italiane e si ricordava di come i laghi nel Nord Italia avessero superfici calme, in quanto le alte montagne che li circondavano impedivano ai venti di colpire la superficie. 
Villa fu così inviato in ricognizione sul Lago Maggiore, che si dimostrò ideale per tentare il record. Il team di Campbell si spostò quindi sul versante svizzero del lago, dove la popolazione locale si dimostrò entusiasta del progetto e offrì aiuto ai britannici.
Il motore, un R37, presentò nuovamente problemi di surriscaldamento, tanto che fu rimandato alla Rolls-Royce per le riparazioni. Villa montò il motore di riserva, un R39, adottando un raffreddamento ad acqua modificato, che avrebbe dovuto risolvere i problemi. Con questa soluzione Campbell avrebbe pilotato il Blue Bird K3 privo della coda.
Il 1º settembre 1937, sul Lago Maggiore, Campbell stabilì il nuovo record di velocità, con una media di 126,32 mph, battendo il record che Wood deteneva da 5 anni.
Il giorno successivo Campbell fece un nuovo tentativo, migliorando il suo record e portandolo a 129,5 mph.
Per superare i 130 mph, velocità massima di progetto, occorse un altro anno. Campbell voleva alzare il proprio record in quanto riteneva ci fosse troppo poco margine tra il suo e il precedente record di Wood. Il 17 agosto 1938, sul Lago di Hallwil, in Svizzera, Campbell batté il suo precedente record, con una media di 130,86 mph (210,59 km/h).

## Idroplano a tre punti
Nonostante l'ottenimento del record, Campbell era ancora insoddisfatto del piccolo margine (6 mph) rispetto al record di Wood. Il Blue Bird K3 era un idroplano a gradino singolo, come quello dei Miss England. Questo teneva una metà dello scafo sopra la superficie dell'acqua, riducendo l'attrito. Una nuova idea, proveniente dagli Stati Uniti, era l'idroplano a tre punti, dove la parte anteriore dello scafo era dotata di due sponson, così che ad alta velocità lo scafo toccava l'acqua solo coi due sponson e con l'elica. Questo riduce l'area di contatto con l'acqua, e quindi l'attrito. Non fu possibile convertire il Blue Bird K3 secondo questa soluzione, quindi Campbell iniziò a lavorare su un idroplano completamente nuovo, il Blue Bird K4, sul quale avrebbe impiegato lo stesso motore.

## Restauro
Entrato a far parte della Foulkes Halbard collection nel 1988, l'anno successivo è iniziato il restauro dell'idroplano, che ha riportato il Blue Bird K3 in condizione di navigare